# Раде Чубрило
Раде Чубрило (Радуч, 1954) српски је публициста и бивши војни заповедник.

## Биографија
Рођен је у четничкој породици. Служио је у Легији странаца. Маја 1992. му је додијељена титула четничког војводе. Активно је учествовао и командовао у борбама Српске војске Крајине.
Министар је војске Владе Републике Српске Крајине у прогонству.

## Дјела
- Успон и пад Крајине, 2002.[3]
- Овако је било 1941-1945. : ратници говоре, 2017.[4]